# Port lotniczy La Coloma
Port lotniczy La Coloma (IATA: LCL, ICAO: MULM) – port lotniczy położony w La Coloma, w prowincji Pinar del Río, na Kubie.